# Wereldkampioenschappen gravel 2023
De tweede editie van de wereldkampioenschappen gravelfietsen werd gehouden in het weekend van 7 en 8 oktober 2023 in de provincie Treviso in de Italiaanse regio Veneto. De start was aan het Lago Le Bandie in Spresiano bij Treviso, de aankomst in Pieve di Soligo. Naast de mannen en vrouwen elite koersten er ook amateurs in verschillende leeftijdscategorieën.

## Uitslagen

### Mannen

#### Elite
| Plaats | Naam                  | Tijd     |
| ------ | --------------------- | -------- |
| Goud   | Matej Mohorič         | 4u53'56" |
| Zilver | Florian Vermeersch    | + 43"    |
| Brons  | Connor Swift          | + 3'40"  |
| 4      | Alejandro Valverde    | + 6'48"  |
| 5      | Keagan Swenson        | z.t.     |
| 6      | Quinten Hermans       | + 7'24"  |
| 7      | Simone Velasco        | + 7'52"  |
| 8      | Wout van Aert         | + 8'24"  |
| 9      | Alessandro De Marchi  | + 9'08"  |
| 10     | Sebastian Schönberger | + 9'43"  |

### Vrouwen

#### Elite
| Plaats | Naam                 | Tijd     |
| ------ | -------------------- | -------- |
| Goud   | Katarzyna Niewiadoma | 4u49'44" |
| Zilver | Silvia Persico       | + 33"    |
| Brons  | Demi Vollering       | z.t.     |
| 4      | Yara Kastelijn       | + 1'29"  |
| 5      | Lorena Wiebes        | + 1'33"  |
| 6      | Lauren Stephens      | + 4'02"  |
| 7      | Simone Boilard       | + 5'19"  |
| 8      | Niamh Fisher-Black   | + 5'23"  |
| 9      | Gaia Realini         | + 6'03"  |
| 10     | Tiffany Cromwell     | + 6'47"  |

### Amateurs (leeftijdsgroepen)
| Klasse | Deelnemers | Afstand | Eerste             | Tweede                 | Derde                  |
| ------ | ---------- | ------- | ------------------ | ---------------------- | ---------------------- |
| M19-34 | 157        | 163 km  | Pietro Dutto       | Matteo Cigala          | Julian Siemons         |
| M35-39 | 97         | 163 km  | Marcello Pavarin   | Efrem Bonelli          | André Resende          |
| M40-44 | 117        | 163 km  | Johnny Hoogerland  | Jean Mespoulède        | Henning Bommel         |
| M45-49 | 123        | 163 km  | Samuel Sánchez     | Guido Dracone          | Joan Horrach           |
| M50-54 | 105        | 136 km  | Kaare Aagaard      | Ibon Zugasti Arrese    | Filippo Ceci           |
| M55-59 | 64         | 136 km  | Laurent Brochard   | Marco Dotta            | Victor Sheldon         |
| M60-64 | 45         | 136 km  | Juergen Eckmann    | Matthias Ball          | Ralf Kropp             |
| M65-69 | 25         | 93 km   | Hermann Mandler    | Léon Deuss             | Roy Mazzucco           |
| M70-74 | 17         | 93 km   | Alfred Lechnitz    | Régis Pinson           | Göran Lennartsson      |
| M75-79 | 2          | 93 km   | Pierluigi Talamona |                        |                        |
| V19-34 | 20         | 136 km  | Wendy Oosterwoud   | Lisa Wörner            | Lea Lützen             |
| V35-39 | 24         | 136 km  | Joyce Vanderbeken  | Daiva Ragažinskienė    | Monika Wrona           |
| V40-44 | 28         | 136 km  | Melanie Hessling   | Jannitta van den Brink | Susanna Ylinen         |
| V45-49 | 31         | 136 km  | Helen Jackson      | Petra Sweertman        | Lorena Zocca           |
| V50-54 | 27         | 93 km   | Patrizia Romanello | Amy Philipps           | Judith van Maanen      |
| V55-59 | 21         | 93 km   | Tracey Jacobs      | Monika Lidmila         | Hilda Quintens         |
| V60-64 | 11         | 93 km   | Nadia Sgarbossa    | Susan McDonough        | Roswitha Hense-Simenko |
| V65-69 | 1          | 93 km   | Pam Glenn          |                        |                        |
| V70-74 | 2          | 93 km   | Jolien Faber       |                        |                        |

2022 ·
2023 ·
2024 ·
2025

Categorieën

Mannen elite · 
vrouwen elite